# Ia Vê
Ia Vê là một xã thuộc huyện Chư Prông, tỉnh Gia Lai, Việt Nam.
Xã Ia Vê có diện tích 70,61 km², dân số năm 2008 là 5.071 người, mật độ dân số đạt 72 người/km².